# Suore del Carmelo apostolico
Le suore del Carmelo apostolico (in inglese Sisters of the Apostolic Carmel) sono un istituto religioso femminile di diritto pontificio: le suore di questa congregazione pospongono al loro nome la sigla A.C.

## Storia
La congregazione fu fondata dal carmelitano scalzo francese Maria Efrem Garrelon, missionario in India e vicario apostolico di Quilon: inizialmente ebbe come collaboratrici le suore di San Giuseppe dell'Apparizione, ma poi ebbe l'idea di dare inizio a una nuova congregazione di suore esclusivamente missionarie e nello spirito del Carmelo teresiano.
Garrelon trovò una collaboratrice in Veronica della Passione Leeves, superiora della comunità delle suore di San Giuseppe dell'Apparizione a Calcutta. La Leeves si trasferì in Francia, dove trascorse sei mesi presso le carmelitane scalze del monastero di Pau, e il 16 luglio 1868 a Bayonne emise la professione dei voti insieme con le prime compagne.
Le prime tre suore partirono per l'India nel 1870, ma Veronica della Passione rimase in Francia dove entrò, in seguito, nel monastero di Pau: la congregazione ebbe uno sviluppo straordinario prima sotto il governo di Maria degli Angeli e poi sotto quello di Aloisa del sacro Cuore, una delle prime indiane accolte nell'istituto.
L'istituto, aggregato all'ordine dei carmelitani scalzi dal 14 settembre 1921, ottenne il pontificio decreto di lode nel 1926 e le sue costituzioni vennero approvate definitivamente da papa Pio XII nel 1949.

## Attività e diffusione
Le suore si dedicano all'istruzione e all'educazione religiosa e spirituale della gioventù.
Oltre che in India, sono presenti in Pakistan, Sri Lanka, Kuwait, Bahrein, Kenya e Italia; la sede generalizia è a Bangalore.
Alla fine del 2008 la congregazione contava 1.659 religiose in 166 case.